# Guilherminos
Os Guilherminos (em alemão Wilhelminers) foram um família nobre da Baviera do século IX. Eles ganharam destaque na metade do século, na pessoa dos irmãos William (Guilherme) e Engelschalk I, filhos de Guilherme I, o fundador da família. A família possuía o Marco de Pannonia até 871, mas sua posse foi a causa de uma disputa, a Guerra dos Guilherminos, com o Aribonidas. Na disputa os Guilherminos tiveram apoio de Arnulfo da Caríntia e Svatopluk da Morávia.
O Guilherminos recuperaram um poucos de suas perdas importantes depois que Arnulfo tornou-se rei em 887. Em 893, no entanto, eles passaram a ser odiados pela aristocracia bávara, que sumariamente cegaram Engelschalk II sem aprovação régia. Os anos seguintes foram vistos alguns Guilherminos fugindo para Morávia e outros sendo expulsos da corte. Eles logo desaparecem da história.